# Жилевщина
Жи́левщина (бел. Жы́леўшчына) — деревня в составе Станьковского сельсовета Дзержинского района Минской области Беларуси. Деревня расположена в 18 километрах от Дзержинска, 37 километрах от Минска и 16 километрах от железнодорожной станции Койданово.

## История
Известна с конца XVIII века, как деревня в Минском повете Минского воеводства Великого княжества Литовского. С 1793 года, после второго раздела Речи Посполитой — в составе Российской империи. В 1800 году насчитывалось 5 дворов, 33 жителя, владение князя Доминика Радзивилла в составе Рубежевичской волости, позже — графа Чапского. В 1858 году насчитывалось 16 жителей мужского пола.
В середине XIX—начале XX века деревня в Станьковской волости Минского уезда Минской губернии. В 1897 году — 10 дворов, 91 житель, действовала церковь на кладбище и торговая лавка. В 1908 году — 14 жителей, на одноимённом хуторе — 9 жителей. В 1917 году — 21 двор, 105 жителей. 
С 9 марта 1918 года в составе провозглашённой Белорусской Народной Республики, однако фактически находилась под контролем германской военной администрации. С 1 января 1919 года в составе Советской Социалистической Республики Белоруссия, а с 27 февраля того же года в составе Литовско-Белорусской ССР, летом 1919 года деревня была занята польскими войсками, после подписания рижского мира — в составе Белорусской ССР. С 20 августа 1924 года — деревня в Станьковском сельсовете Койдановского района Минского округа. С 29 июня 1932 года в Дзержинском районе, с 31 июля 1937 года — в Минском, с 4 февраля 1939 года вновь в Дзержинском районе, с 20 февраля 1938 года — в Минской области. В годы коллективизации организован колхоз.  В 1926 году в деревне был 21 житель, 99 жителей; на одноимённом хуторе — 3 двора, 16 жителей. В деревне действовала начальная школа.
В Великую Отечественную войну с 28 июня 1941 года до 7 июля 1944 года под немецко-фашистской оккупацией. Во время войны на фронте погибли 8 жителей деревни. В 1960 году — 97 жителей, в 1991 году — 21 хозяйство, 39 жителей. Деревня входила в колхоз имени Ленина.

## Население
| Численность населения (по годам) | Численность населения (по годам) | Численность населения (по годам) | Численность населения (по годам) | Численность населения (по годам) | Численность населения (по годам) | Численность населения (по годам) | Численность населения (по годам) |
| 1800                             | 1897                             | 1917                             | 1926                             | 1960                             | 1991                             | 1999                             | 2004                             |
| -------------------------------- | -------------------------------- | -------------------------------- | -------------------------------- | -------------------------------- | -------------------------------- | -------------------------------- | -------------------------------- |
| 33                               | ↗ 91                             | ↗ 105                            | ↗ 115                            | ↘ 97                             | ↘ 39                             | ↘ 27                             | ↘ 21                             |
| 2010                             | 2017                             | 2018                             | 2020                             |                                  |                                  |                                  |                                  |
| ↘ 13                             | ↘ 11                             | ↘ 7                              | → 7                              |                                  |                                  |                                  |                                  |